# 罗伯特·海因斯
罗伯特·托马斯·海因斯（英語：Robert Thomas Hines, Jr.，1975年1月11日—），是一位美国NASA宇航员，2017年6月入选NASA第二十二组宇航员。曾执行SpaceX載人4號(远征67/68)任务。

## NASA事业
在被选为宇航员之前，海因斯曾在美国宇航局林登·约翰逊太空中心以及联邦航空管理局担任试飞员。2017年，他被选为NASA第二十二组宇航员的成员，并开始为期两年的培训。在入选时，海因斯是NASA飞行作业局飞机作业处的研究飞行员。
2021年2月，海因斯被指派为SpaceX載人4號的飞行员，与担任指挥官的NASA宇航员凱爾·林格倫一起执行任务。 他们与杰西卡·沃特金斯以及欧洲空间局的任务专家薩曼塔·克里斯托福雷蒂一起于2022年4月27日成功发射，并在当天晚些时候对接国际空间站。